# 市川市立妙典中学校
市川市立妙典中学校（いちかわしりつ みょうでんちゅうがっこう）は、千葉県市川市妙典五丁目にある公立中学校。市川市内で設立がもっとも新しい中学校である。平成28年4月7日現在の生徒数は27学級、932名。

## 沿革
- 1986年（昭和61年）4月1日 - 市川市立第七中学校の過大規模校解消のため、市川市入船12-1の仮校舎において開校 初代 石原孝一校長 第1学年 264名 6学級 教職員17名
- 1988年（昭和63年）3月31日 - 現在地である市川市下妙典861番地(住居表示変更後市川市妙典5丁目22-1)に新校舎完成移転
- 1991年（平成3年）3月30日 - 第8回全国中学生親善ハンドボール交流大会 全国優勝
- 1994年（平成6年）3月26日 - 第11回全国中学生親善ハンドボール交流大会 第3位

## 学校行事
| - 4月 入学式、新入生オリエンテーション - 5月 体育祭、 生徒総会 - 6月 | - 7月 部活動壮行会、 オープンスクール - 8月 - 9月 オープンスクール、 キャリア教育セミナー、 生徒会役員選挙 | - 10月 合唱祭 - 11月 オープンスクール - 12月 | - 1月 - 2月 中学校体験入学 - 3月 卒業式、 離任式 |

## クラブ活動

### 運動系
野球 卓球 サッカー テニス(男子) テニス(女子) 剣道 バレー（男子）バレー（女子） バドミントン バスケット（男子）バスケット（女子）陸上

### 文化系
吹奏楽 合唱 パソコン 文芸

## 通学区域
本行徳1133～2554番地 妙典4～6丁目 千鳥町 塩浜1丁目 高浜町 末広2丁目 塩焼1～5丁目 宝1～2丁目 幸1～2丁目 加藤新田 下妙典

## 通学区域内の主な施設
- 東京メトロ東西線妙典駅
- 徳願寺
- 行徳可動堰
- 江戸川放水路
- 市川市立妙典小学校
- 市川市立塩焼小学校
- 市川市立幸小学校

## 交通
- 東京メトロ東西線妙典駅より徒歩約12分1km

## その他
市川市立妙典中学校吹奏楽部はCDを2007年にリリース タイトル ALEGRIA!　演奏 市川市立妙典中学校吹奏楽部、 M.J.H Swingin'HerdOrchestra(吹奏楽部内の選抜メンバー)、エリック・ミヤシロ(tp)、吉田明彦(cond)、妙典シンフォニック・ウィンド・アンサンブル